# Долгоржавин Отгонжаргал
Долгоржавин Отгонжаргал (монг. Долгоржавын Отгонжаргал) — монгольская спортсменка, борец вольного стиля, призёр чемпионатов мира. 

## Биография
На чемпионате мира 2021 года в Норвегии в категории до 50 кг завоевала бронзовую медаль. 
На чемпионате мира 2022 года, который состоялся в Белграде, монгольская спортсменка стала обладательницей серебряной медали в весовой категории до 50 кг. В финале она не смогла победить соперницу из Японии Юи Сусаки.
В сентября 2023 года на чемпионате мира в Сербии, в весовой категории до 50 кг Долгоржавин в схватке за золото вновь уступила спортсменке из Японии Юи Сусаки и завоевала очередную свою серебряную медаль.